# Czapka tektoniczna
Czapka tektoniczna – odizolowana część nasuniętej płaszczowiny lub też fałdu. Odizolowanie następuje wskutek procesów erozyjnych i zrównywania powierzchni ziemi, tzw. denudacja. 